# 552855 Hoitsy
552855 Hoitsy è un asteroide della fascia principale. Scoperto nel 2010, presenta un'orbita caratterizzata da un semiasse maggiore pari a 2,547189 UA e da un'eccentricità di 0,227473, inclinata di 2,450922° rispetto all'eclittica.
È dedicato all'ungherese Pál Hoitsy, giornalista, astronomo e insegnante.  